# Hyundai oil bank
Hyundai oil bank (корейське: 현대 오일 뱅크) — нафтовидобувна та нафтопереробна компанія зі штаб-квартирою в Сосан (Чхунчхон-Намдо), Південна Корея. Вона була заснована в 1964 році як Kukdong Oil Industry Company (корейська: 극동 정유), а пізніше була передана Hyundai Group (1993). В даний час вона входить до групи Hyundai Heavy Industries Group. Основним видом діяльності є нафтопродукти, подібні до SK Energy, GS Caltex, S-Oil.

## Інтернет-ресурси
- Hyundai Oil Bank Homepage [Архівовано 26 січня 2022 у Wayback Machine.]
- History | Overview [Архівовано 8 лютого 2021 у Wayback Machine.]